# Station Montpelier
Montpelier is een spoorwegstation van National Rail in Bristol in Engeland. Het station is eigendom van Network Rail en wordt beheerd door Great Western Railway. 